# Gerard Carel Coenraad Vatebender
Gerard Carel Coenraad Vatebender, né le 23 août 1758 à Hasselt et mort le 31 janvier 1822 à La Haye, est un homme politique et pédagogue néerlandais.

## Biographie
Vatebender étudie les lettres et les humanités à l'université de Harderwijk en 1772 puis la théologie à celle de Leyde en 1774 mais n'obtient aucun diplôme. Il s'installe à Haarlem où il est précepteur de 1776 à 1779. Il devient par la suite vice-recteur puis recteur de l'école latine de Gouda. Il rédige de nombreux articles pour le journal Goudsche Courant. En 1793, il publie un texte primé d'une médaille d'or par la Société provinciale des arts et des sciences d'Utrecht. Il publie également quelques poèmes.
En 1795, il est envoyé par la municipalité de Gouda au comité de la Marine, à La Haye. Les autres professeurs regrettent vivement cette décision et lui offrent 250 florins pour l'inciter à rester à l'école latine. Le 5 avril 1796, il devient député de Gouda à l'Assemblée nationale de la République batave, en remplacement de Jan Couperus, nommé à la commission constitutionnelle. À l'Assemblée, il s'occupe notamment des questions d'instruction publique. En 1797, il devient l'un des traducteurs en français et en latin de l'assemblée. En 1800, il fait partie de l'administration du département du Delf.
En 1804, il devient chef du bureau de poste de La Haye et représentant du duc Auguste de Saxe-Gotha-Altenbourg.